# 东风11D型柴油机车
东风11D型柴油机车（DF11D），即东风11型3001号柴油机车，是中国铁路的柴油机车车型之一，由大连机车车辆有限公司于2000年研制成功，与东风8D型柴油机车均为在同一设计平台上开发研制的5200马力大功率柴油机车系列，均没有投入批量生产。东风11D型机车为大功率六轴准高速干线客运柴油机车，采用12V280ZJ型大功率柴油机、交—直流电传动，标称功率3270千瓦，最高运行速度为170公里/小时。

## 发展历史

### 研制
1999年3月，为了提高干线货运及客运机车的单机功率、满足中国铁路“货运重载、客运提速”的发展需要，大连机车车辆厂开始开发研制5200马力大功率货运及客运柴油机车。1999年10月15日，5200马力柴油机车通过中华人民共和国铁道部组织的技术审查。1999年11月，大连厂完成了货运机车的施工设计，开始进入试制阶段。2000年6月，首台5200马力大功率货运柴油机车在大连机车车辆厂落成；同年7月，首台5200马力大功率客运柴油机车也相继完成组装，同时中国铁道部并于大连机车车辆厂签订了3680千瓦内燃机车研制的铁道部科技研究开发计划项目合同。2000年内，大连机车车辆厂曾经向中国铁道部申请将5200马力大功率货运机车和客运机车分别定型为东风8D型和东风11D型，但未获批准，最终东风11D型机车只能沿用东风11型机车的车型和车号，改称东风11型3001号；而东风8D型机车亦改称为东风8B型3001号。
东风11D型客运柴油机车及东风8D型货运柴油机车是以东风4D型柴油机车为基础，在同一设计平台上开发研制而成的5200马力大功率柴油机车系列。机车装用由大连机车车辆厂与美国西南研究院（SwRI）联合开发的12V280ZJ型大功率柴油机，这是在240系列柴油机基础上又开发出的新的柴油机系列，采用电子燃油喷射技术，功率比东风8B型、东风11型机车装用的16V280ZJA型柴油机更大。机车采用交—直流电传动，轴式Co-Co，标称功率为3270千瓦，机车轴重25吨，最大起动牵引力480.5千牛，持续牵引力363.5千牛，最大速度170公里/小时。

### 试验
按照铁道部的安排，首台东风11D型机车出厂后，于2000年8月在铁道部科学研究院北京环形铁道试验基地进行了型式试验及动力学性能试验。2001年11月，东风11D型机车由济南铁路局济南机务段临时支配运用，在京沪铁路济南至徐州区段投入运用考核，主要担当特快旅客列车的牵引任务，至2002年10月完成了15万公里运用考核。运用结果显示，东风11D型机车的12V280ZJ型柴油机装车功率大，具有较大的功率储备及速度余量，并且燃油消耗率较低，燃油电子喷射系统也大大减少了柴油机发生飞车和游车故障的机会 。这台机车完成运行考核后与东风8B型3001号机车一同被送返大连机车车辆厂封存。

## 技术特点

### 总体结构
东风11D型柴油机车的车体结构与东风6型、东风4D型机车大致相同，采用双司机室、内走廊式侧壁承载全焊接钢结构车体。机车从前到后分别为第一司机室、电气室、动力室、冷却室、辅助室、第二司机室。电气室内设有电气控制柜、主硅整流柜、励磁整流柜和电阻制动柜等电气设备，以及启动变速箱、启动发电机、前转向架牵引电动机通风机等设备。动力室位于车体中部，安装了一套柴油发电机组，以及空气滤清器、燃油输送泵、燃油滤清器、机油热交换器、膨胀水箱等辅助设备。冷却室设有油水系统冷却装置，包括V型结构的铜散热器、冷却风扇、静液压变速箱、后转向架牵引电动机通风机、两台空气压缩机等。辅助室内装有预热锅炉和空气干燥器等。车体底部两台转向架之间，吊装着燃油箱、蓄电池组和两个总风缸。

### 柴油机
东风11D型机车装用一台12V280ZJ型柴油机，是由大连机车车辆厂与美国西南研究院联合开发的大功率、高强化、低排放柴油机，于1997年开始研制、2000年完成了首台12V280ZJ型柴油机的组装试制，并顺利通过100小时耐久可靠试验。该型柴油机为12气缸、四冲程、废气涡轮增压的直喷式V型中速柴油机，缸径280毫米，活塞行程320毫米，采用高强度球墨铸铁机体、电子喷射系统、MPC增压系统，柴油机UIC标定功率为4410千瓦，装车功率为3820千瓦，标定转速为每分钟1000转。

### 传动系统
东风11D型机车采用交—直流电传动系统，柴油机直接驱动一台交流发电机发出三相交流电，经由硅二极管组成的三相桥式整流装置整流为直流电后，输送给六台并联连接的直流牵引电动机，通过传动齿轮驱动轮对。牵引发电机为JF212型无刷励磁三相交流同步发电机，额定容量为4,200千伏安，冷却方式为自通风式。牵引电动机为ZD106A型串励直流电动机，额定功率为600千瓦，主绝缘采用C级（200级）绝缘材料，冷却方式为强迫通风。为扩大机车的恒功率速度范围，牵引电动机可使用一级磁场削弱，磁场削弱率分别为67%。

### 控制系统
东风11D型机车的控制系统采用了大连机车车辆厂研发的ADLC（Advanced Diesel Locomotive Controller）多功能微机控制系统，是在以往的EXP、DLC车载微机系统基础上改进而成。该系统以英特尔80C196微处理器为核心，具有机车牵引及制动控制、柴油机转速及功率控制、磁场削弱控制、防空转防滑行控制、故障诊断和保护控制等功能。

### 转向架
机车走行部为两台可互换的三轴转向架，其结构与东风4D型准高速客运机车的全悬挂转向架完全相同。一系悬挂采用独立轴箱拉杆定位圆弹簧加液压减震器，二系悬挂采用高柔圆弹簧及橡胶垫，车体与转向架之间并装有垂向减振器、横向减振器和抗蛇行减振器。转向架固定轴距为2×2000毫米。牵引力和制动力通过转向架与车体底架间的低位平行四杆牵引机构传递。牵引电动机采用双侧六连杆轮对空心轴全悬挂安装方式，传动齿轮比为74：31。

## 参看
- 东风8D型柴油机车
- 东风4D型柴油机车
- 东风11型柴油机车